# Nam Hồ
Nam Hồ (chữ Hán phồn thể: 南湖區, chữ Hán giản thể: 南湖区, âm Hán Việt: Nam Hồ khu) là một quận thuộc địa cấp thị Gia Hưng, tỉnh Chiết Giang, Cộng hòa Nhân dân Trung Hoa. Giáp ranh với Hồ Bắc, Giang Tây, Quảng Đông, Quảng Tây, Quý Châu và Trùng Khánh. Quận Nam Hồ có diện tích 425,83 ki-lô-mét vuông, dân số năm 2001 là 450.000 người. Tên gọi trước đây là quận Tú Thành, đổi tên ngày 17 tháng 5 năm 2005. 
Về mặt hành chính, quận này được chia thành 7 nhai đạo, 5 trấn. Tổng cộng có 66 khu xã, 340 ủy ban thôn:
- Nhai đạo biện sự xứ: Tân Gia, Giải Phóng, Kiến Thiết, Tân Hưng, Nam Hồ, Đông Sách, Thành Nam.
- Trấn: Thất Tinh, Đại Kiều, Phượng Kiều, Dư Tân, Tân Phong.